# Juan Guas

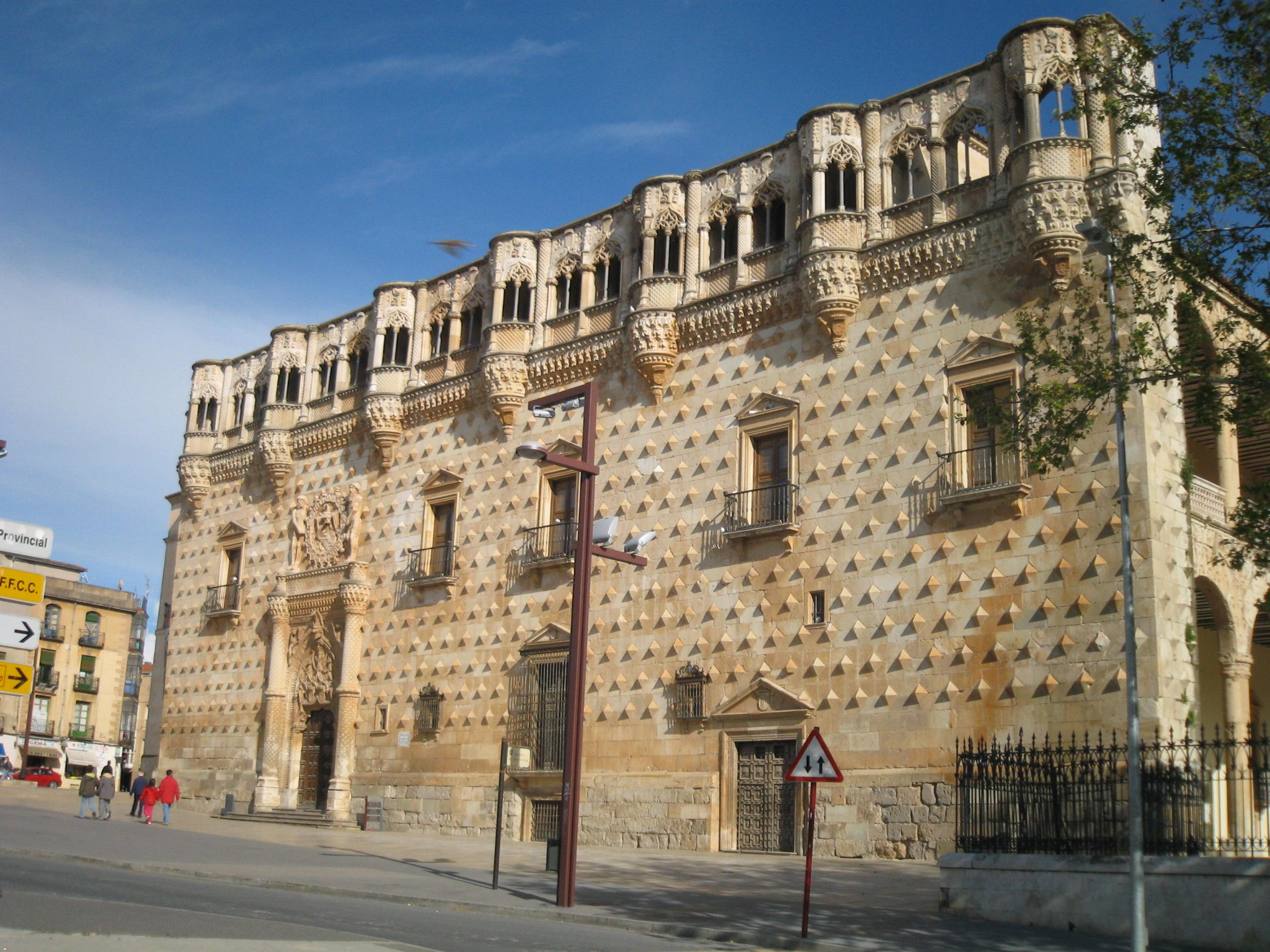
Palau dels Duques del Infantado en Guadalajara

Juan Guas (en francès, Jean Was o Jean Goas; en bretó, Yann Gwaz) (n. Saint-Pol-de-Léon, Bretanya; 1430 - Toledo, Espanya; 1496) va ser un arquitecte i escultor espanyol d'origen bretó.
Es desconeix la de data del seu naixement. És, sens dubte, un dels millors representants del gòtic tardà i del denominat gòtic isabelí. Entre les primeres obres en què va treballar es troben les catedrals d'Àvila, Segòvia i Toledo.

## Obres
Però l'obra més representativa de Guas és el convent franciscà de San Juan de los Reyes, a Toledo, manat construir per Isabel la Catòlica per a record del triomf de la batalla de Toro. Un gran dibuix d'aquest edifici, realitzat pel mateix Guas, es conserva al Museu del Prado.
Una altra construcció similar és la que va realitzar a Torrijos, per al convent franciscà, encara que desapareguda a conseqüència de les invasions napoleòniques.

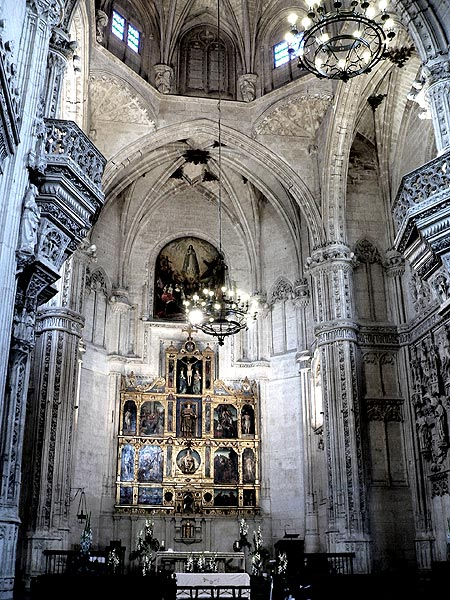
San Juan de los Reyes a Toledo.

Guas és el màxim representant de l'anomenat estil Isabelí, entre els edificis civils es troba el Palau del Infantado, de Guadalajara, la galeria del castell dels Mendoza a Manzanares el Real, el castell de Belmonte, el Castell de Miranda de Ebro, el col·legi de San Gregorio a Valladolid, l'atri i la portada de l'església i del claustre dels monjos del Monestir de Santa María del Paular i la desapareguda Hospedería Real de Guadalupe (Càceres). També es considera que, molt probablement, va portar a terme la construcció del Castell de Jadraque i el de Palazuelos, a la província de Guadalajara. Una altra de les seves obres va ser la primera galeria del pati d'armes del Castell de Cuéllar, realitzada a mitjan segle xv.